# L'amore può aspettare
L’amore può aspettare (Mr. Ace) è un film del 1946, diretto da Edwin L. Marin.